# Saison 16 des Simpson
Chronologie
Saison 15 Saison 17
Cet article présente le guide des épisodes de la 16e saison de la série télévisée d'animation Les Simpson, diffusée depuis le 5 septembre 2005 sur Canal + et depuis le 12 mars 2011 sur W9. En Belgique, elle était diffusée sur Club RTL en 2005. En Suisse, elle était diffusée sur RTS Deux.

## Production
Supposé être diffusé le 10 avril, l'épisode Le Père, le Fils et le Saint d'esprit a été supprimé de la semaine en raison de la mort et funérailles de Jean-Paul II, puisque cet épisode portait sur le catholicisme. Par conséquent, il fut diffusé le 15 mai 2005 aux États-Unis, tandis que l'épisode Voyage au bout de la peur, l'épisode destiné à la fin de la saison 16, est devenu un épisode de la saison 17.

## Épisodes
| № | #  | Titre | Réalisation       | Scénario           | Première diffusion                | Code de prod. | Audience (en millions) |
| --- | -- | --- | ----------------- | ------------------ | --------------------------------- | ------------- | ---------------------- |
| 336 | 1  | Simpson Horror Show XV (Spécial Halloween XV) Treehouse of Horror XV                                                     | David Silverman   | Bill Odenkirk      | 7 novembre 2004 5 septembre 2005  | FABF23        | 11,3                   |
| - Ned Zone : Après avoir été tabassé par une boule de bowling par Homer, Ned a des visions de la mort des personnes à l'avenir... - Crimes sans châtiment : La détective Eliza Simpson et Dr Bartley font une enquête sur un tueur en série qui se promène dans les rues de Londres... - Dans le ventre du monstre : Les Simpson font un voyage dans le corps de M. Burns pour sauver Maggie après avoir été dans une pilule avalée par Burns... |    | |                   |                    |                                   |               |                        |
| 337 | 2  | Tous les goûts sont permis (Cuisiner c'est trop dur) All's Fair in Oven War                                              | Mark Kirkland     | Matt Selman        | 14 novembre 2004 6 septembre 2005 | FABF20        | 11,6                   |
| Marge participe à un concours de cuisine pour être la nouvelle « Tatie sort du four ». À la compétition, des concurrents trichent et détruisent les recettes de Marge pour gagner la compétition... |    | |                   |                    |                                   |               |                        |
| 338 | 3  | Coucher avec l'ennemi (La grande adoption) Sleeping with the Enemy                                                       | Lauren MacMullan  | Jon Vitti          | 21 novembre 2004 7 septembre 2005 | FABF19        | 9,9                    |
| Alors que Bart vit sa pire fête, Marge rencontre Nelson qui est en train de faire une pêche aux tétards pour se nourrir. Elle décide de s'occuper de lui... |    | |                   |                    |                                   |               |                        |
| 339 | 4  | Le Mal de mère (Profession : Reporter (et baveuse)) She Used to be My Girl                                               | Matthew Nastuk    | Tim Long           | 5 décembre 2004 8 septembre 2005  | FABF22        | 10,8                   |
| Un nouveau scandale sexuel touche le maire Quimby, attirant les journalistes de la plupart des grandes chaînes américaines. Le maire parvient à s'en sortir en montrant un petit chiot attendrissant, jusqu'à l'intervention de Chloé Talbot de Global New Network, qui s'avère être une amie d'enfance de Marge, avec qui elle tenait le journal du collège... |    | |                   |                    |                                   |               |                        |
| 340 | 5  | Business Bart (Père moron, fils manqué) Fat Man and Little Boy                                                           | Mike B. Anderson  | Joel H. Cohen      | 12 décembre 2004 9 septembre 2005 | FABF21        | 10,3                   |
| Bart perd sa dernière dent de lait. Pour exprimer sa colère, Bart écrit des slogans sur des tee-shirts. À l'école, son tee-shirt connaît un succès immédiat... |    | |                   |                    |                                   |               |                        |
| 341 | 6  | Papy fait de la contrebande (On trouve de tout, même un pays) Midnight Rx                                                | Nancy Kruse       | Marc Wilmore       | 16 janvier 2005 12 septembre 2005 | FABF16        | 8,1                    |
| Abe va au Canada avec Homer pour acheter des médicaments... |    | |                   |                    |                                   |               |                        |
| 342 | 7  | Maman de bar (Tu es bière, et sur cette bière) Mommie Beerest                                                            | Mark Kirkland     | Michael Price      | 30 janvier 2005 13 septembre 2005 | GABF01        | 10,0                   |
| Marge a de la peine pour Moe et l'aide... |    | |                   |                    |                                   |               |                        |
| 343 | 8  | Déluge au stade (La Passion du football) Homer and Ned's Hail Mary Pass                                                  | Steven Dean Moore | Tim Long           | 6 février 2005 14 septembre 2005  | GABF02        | 23,1                   |
| Après avoir réalisé une danse lors d'une kermesse, Homer entre dans une nouvelle carrière, celle de chorégraphe de la danse de la Victoire après la demande d'un footballeur américain d'utiliser sa danse, mise sur internet par le vendeur de BD. Il se met alors à travailler avec plusieurs stars du monde du sport... |    | |                   |                    |                                   |               |                        |
| 344 | 9  | Le Rap de Bart (Le Rap du rapt) Pranksta Rap                                                                             | Mike B. Anderson  | Matt Selman        | 13 février 2005 15 septembre 2005 | GABF03        | 8,0                    |
| En désobéissant ses parents, Bart va voir un concert de rap sans la permission. Pour éviter la punition, Bart fait croire à ses parents, en lançant un caillou scotché avec un message par la fenêtre, qu'il a été enlevé... |    | |                   |                    |                                   |               |                        |
| 345 | 10 | Mariage à tout prix (Le mariage a un je-ne-sais-quoi) There's Something About Marrying                                   | Nancy Kruse       | J. Stewart Burns   | 20 février 2005 16 septembre 2005 | GABF04        | 10,4                   |
| Howell Huser, qui est chargé d'évaluer Springfield, est victime des mauvais tours de Bart et Milhouse. Il donne une mauvaise note à la ville et ceci nuit fortement au tourisme. Le maire Quimby décide d'autoriser les mariages homosexuels à la suite d'une proposition de Lisa. Toutefois, le révérend Lovejoy refuse de marier les couples gays dans son église puis Homer, apprenant que marier un couple coûte 200 $, devient prêtre puis fabrique sa chapelle installée dans son garage. Patty, la sœur de Marge, avoue qu'elle est lesbienne et va se marier avec Véronica, une joueuse de golf... |    | |                   |                    |                                   |               |                        |
| 346 | 11 | Qui s'y frotte s'y pique (Cent pieds de solitude) On a Clear Day I can't See My Sister                                   | Bob Anderson      | Jeff Westbrook     | 6 mars 2005 19 septembre 2005     | GABF05        | 10,4                   |
| Bart embarrasse Lisa lors d'une sortie scolaire et elle décide d'obtenir une injonction contre lui. |    | |                   |                    |                                   |               |                        |
| 347 | 12 | Bébé Nem (Un numéro un pour emporter) Goo Goo Gai Pan                                                                    | Lance Kramer      | Dana Gould         | 13 mars 2005 20 septembre 2005    | GABF06        | 10,3                   |
| Selma va en Chine pour adopter un enfant chinois, mais pour y parvenir elle doit être mariée... |    | |                   |                    |                                   |               |                        |
| 348 | 13 | Mobile Homer (Marge de crédit) Mobile Homer                                                                              | Raymond S. Persi  | Tim Long           | 20 mars 2005 22 septembre 2005    | GABF07        | 8,5                    |
| Homer dépense toutes les économies de Marge et il s'achète un camping-car et Marge ne veut plus le voir dans la maison... |    | |                   |                    |                                   |               |                        |
| 349 | 14 | Le Bon, les Brutes et la Balance (Le cinquième colon) The Seven-Beer Snitch                                              | Matthew Nastuk    | Bill Odenkirk      | 3 avril 2005 23 septembre 2005    | GABF08        | 7,5                    |
| Vexé par les conspuations que les Shelbyvilliens afflige envers les Springfieldiens lors d'une pièce de théatre que les Simpson sont allés voir à Shelbyville, Marge propose lors d'une réunion du conseil de Springfield de faire construire un opéra. Mais les choses sont allées trop vite et personne n'a pensé au fait que les Springfieldiens n'aimaient pas la musique classique. Vite fermé, M. Burns rachète le bâtiment pour le transformer en prison. La prison n'étant pas rentable, les policiers doivent faire du zèle et appliquer de vieilles lois oubliées afin d'incarcérer plus de personnes. Homer subit le joug de cette loi et va finir par réaliser certaines actions qui vont lui permettre d'améliorer ses conditions d'incarcération... |    | |                   |                    |                                   |               |                        |
| 350 | 15 | Future Drama (Les Enfants de l'avenir) Future Drama                                                                      | Mike B. Anderson  | Matt Selman        | 17 avril 2005 26 septembre 2005   | GABF12        | 8,3                    |
| Le professeur Frink révèle le futur de Bart, adolescent, et de Lisa, en passe d'aller à Yale. |    | |                   |                    |                                   |               |                        |
| 351 | 16 | Une grosse tuile pour un toit (Un couvreur sur le toit) Don't Fear the Roofer                                            | Mark Kirkland     | Kevin Curran       | 1er mai 2005 27 septembre 2005    | GABF10        | 11,9                   |
| Homer se fait un nouvel ami qui s'appelle Ray Magini... |    | |                   |                    |                                   |               |                        |
| 352 | 17 | La Grande Malbouffe (Le p'tit gros des glosettes) The Heartbroke Kid                                                     | Steven Dean Moore | Ian Maxtone-Graham | 1er mai 2005 28 septembre 2005    | GABF11        | 10,8                   |
| Bart développe une crise cardiaque et part en cure d'amincissement. |    | |                   |                    |                                   |               |                        |
| 353 | 18 | Krusty chasseur de talents (L'idole des jaunes) A Star is Torn                                                           | Nancy Kruse       | Carolyn Omine      | 8 mai 2005 29 septembre 2005      | GABF13        | 8,7                    |
| Lisa participe à une compétition de chant et fait Homer de son manager... |    | |                   |                    |                                   |               |                        |
| 354 | 19 | Le Jugement dernier (La fin du monde devait être à sept heures) Thank God it's Doomsday                                  | Michael Marcantel | Don Payne          | 8 mai 2005 30 septembre 2005      | GABF14        | 10,0                   |
| Homer voit un film sur l'apocalypse et cherche à savoir quand sera la fin du monde... |    | |                   |                    |                                   |               |                        |
| 355 | 20 | Diablesses chez Ned.com (Je suis loin de toi moron) Home Away from Homer                                                 | Bob Anderson      | Joel H. Cohen      | 15 mai 2005 3 octobre 2005        | GABF15        | 8,2                    |
| Des femmes sont installées chez Ned et font des trucs coquins sans que Ned le voit... |    | |                   |                    |                                   |               |                        |
| 356 | 21 | Le Père, le Fils et le Saint d'esprit (Le Père, le Fils et l'Artiste invité) The Father, the Son and the Holy Guest Star | Michael Polcino   | Matt Warburton     | 15 mai 2005 4 octobre 2005        | GABF09        | 9,7                    |
| Skinner pense que Bart a fait une blague et il est renvoyé. Marge et Homer décident de le mettre dans une école catholique... |    | |                   |                    |                                   |               |                        |

## Récompenses
Pour l'épisode Simpson Horror Show XV, le compositeur Alf Clausen a été nommé aux Primetime Emmy Award for Outstanding Music Composition for a Series en 2005. Le compositeur Michael Price, a remporté un prix aux Writers Guild of America Awards pour l'épisode Maman de bar.